# إدارة العمال الذاتية
الإدارة الذاتية للعمال هي أسلوب إدارة لمكان العمل. فيه يقرر العاملون السياسات المتعلقة بالإنتاج، ساعات العمل، الأجور، مهمات الأفراد وقرارات العمل اليومية بصورة جماعية وديمقراطية. بعكس أسلوب الإدارة التقليدي المنظم بشكل هرمي حيث يتلقى فيه العاملون الأوامر المتعلقة بالإنتاج من قمة الهرم كما في النظام الرأسمالي والأنظمة الاقتصادية المخططة مركزياً.
أبرز الأمثلة على إدارة العمال الذاتية طُبقت خلال الثورة البوليفارية الفنزويلية، الثورة الألمانية بعد الحرب العالمية الأولى، الثورة الإسبانية، وفي يوغسلافيا تحت حكم تيتو.
أما أكثر نماذج إدارة العمال الذاتية تأثيراً وأهمية طُبقت في الأرجنتين ابتداءً من عام 2001.
يوظف نموذج إدارة العمال الذاتية عادة ضمن بعض الترتيبات الاقتصادية كالتعاونيات، مجالس العمال، والديمقراطية الاقتصادية.

## النظرية الاقتصادية
يُشار أحيانًا إلى النظام الاقتصادي الذي يتكون من مؤسسات ذاتية الإدارة على أنه اقتصاد تشاركي أو اقتصاد تعاوني. يعتبر هذا النموذج الاقتصادي نسخة مهمة من اشتراكية السوق والاقتصاد المخطط بشكل لامركزي، ظهر من فكرة أنَّ الناس يجب أن يكونوا قادرين على المشاركة في اتخاذ القرارات التي تؤثر على رفاهيتهم. من المؤيدين الرئيسيين لاشتراكية السوق ذاتية الإدارة في القرن العشرين هم علماء الاقتصاد بنيامين وارد وغاروسلاف فانيك وبرانكو هورفات. تضمن نموذج وورد فانيك للإدارة الذاتية توزيع أدوار العمل بين جميع شركاء المؤسسة.
لاحظ برانكو هورفات أنَّ المشاركة أكثر جاذبية وأكبر جدوى من الناحية الاقتصادية من الإدارة الهرمية والسلطوية التقليدية كما يتضح من المؤشرات الاقتصادية التي تشير إلى زيادة الكفاءة كلما زادت المشاركة في صنع القرار. ذكر هورفات إنَّ هذه التطورات تدفع العالم نحو نمط اشتراكي للتنظيم ذاتي الحكم.
لا يعتبر العمال موظفين في رؤية النظرية الاقتصادية للإدارة الذاتية، بل شركاء في إدارة مشروعهم. تشير نظريات الإدارة لتعزيز الإدارة الذاتية والنشاط الموجه ذاتيًا إلى أهمية الاستقلال الذاتي بالنسبة للإنتاجية في الشركة، وذكر علماء الاقتصاد في مجال الإدارة الذاتية إنَّ الأنماط التعاونية أكثر كفاءة من الشركات المُدارة مركزيًا لأن كل عامل يتلقى جزءًا من الربح، وبالتالي ربط إنتاجيتهم مباشرة بمستوى دخلهم.
من الشخصيات الاقتصادية التاريخية التي دعمت الانماط التعاونية والإدارة الذاتية بيير جوزيف برودون، وعالم الاقتصاد الكلاسيكي جون ستيوارت مل وعالم الاقتصاد الكلاسيكي الجديد ألفريد مارشال. ومن بين أنصار الإدارة الذاتية المعاصرة عالم الاقتصاد الماركسي الأمريكي ريتشارد وولف والفيلسوف اللاسلطوي نعوم تشومسكي والمنظر الاجتماعي وعالم الاجتماع مارسيلو فيتا.

### الإدارة العمالية للشركات
تشرح نظرية الإدارة العمالية للشركات سلوك وأداء وطبيعة الأشكال التنظيمية ذاتية الإدارة. وعلى الرغم من أنَّ الشركات المُدارة ذاتيًا (التي يديرها الموظفون) يمكن أن تتزامن مع ملكية العمال (ملكية الموظف)، إلا أن المفهومين مختلفان ولا يحتاج أحدهما إلى الآخر. ويجب ألا يكون لملكية الأصول الرأسمالية من قبل العمال (القوة العاملة في شركة معينة) تأثير كبير على أداء الشركة التقليدية في اقتصاد السوق التنافسي وفقًا للنظرية الاقتصادية الكلاسيكية الجديدة.
يعتقد الفيلسوف التحرري الكلاسيكي جون ستيوارت مل أنَّ الأنماط التعاونية التي يديرها ويملكها العمال ستحل محل الشركات الرأسمالية التقليدية (التي يديرها رأس الهرم) في اقتصاد السوق التنافسي بسبب كفاءتها الفائقة وهيكلها التحفيزي القوي. في حين اعتقد كل من مل وكارل ماركس أنَّ إدارة العمال الديمقراطية ستكون أكثر كفاءة على المدى الطويل مقارنة بالإدارة الهرمية، لم يأمل ماركس من الشركات المملوكة ذاتيًا أن تحل محل الشركات الرأسمالية التقليدية في اقتصاد السوق. لأنه وعلى الرغم من مزاياها وكفاءتها فإنَّ هذه الشركات نادرة جدًا في السوق الغربية.
انتقد بنجامين وارد الوظيفة الموضوعية للشركة التي يديرها الموظفون. ووفقًا لوارد: تسعى الشركة التي يديرها العمال إلى زيادة صافي الدخل لجميع أعضائها إلى أقصى حد مقارنةً بالأهداف الموضوعية للشركات الرأسمالية التقليدية المتمثلة في تحقيق أقصى قدر من الربح للمالكين. تخلق الأهداف الموضوعية للشركة التي تديرها العمالة حافزًا للحد من التوظيف من أجل زيادة صافي الدخل لأعضاء الشركة الحاليين. وبالتالي فإن الاقتصاد الذي يتكون من الشركات التي تديرها العمالة سوف يميل إلى توظيف عمالة أقل ويسبب ارتفاع معدلات البطالة.

### الاقتصاد الكلاسيكي
شرحت فكرة الاقتصاد المُدار ذاتيًا بالكامل لأول مرة من قبل الفيلسوف وعالم الاقتصاد اللاسلطوي بيير جوزيف برودون في القرن التاسع عشر. سُمّي هذا النموذج الاقتصادي «التبادلية» لتسليط الضوء على العلاقة المتبادلة بين الأفراد في هذا النظام (على عكس التطفل في المجتمع الرأسمالي) وإشراك النظم التعاونية في اقتصاد السوق الحر.
ذكر الفيلسوف الليبرالي الكلاسيكي جون ستيوارت مل أنَّ النظم التعاونية التي يديرها العمال ستحل في نهاية المطاف محل الشركات الرأسمالية التقليدية (التي يديرها رأس الهرم) في اقتصاد السوق التنافسي بسبب كفاءتها العالية.

## تجارب
الحرب الأهلية الإسبانية (الثورة الإسبانية) : بعد قيام الثورة الإسبانية الأناركية خلال الحرب الأهلية في الثلاثينات، تم تنظيم عملية الإنتاج في إقليم كتالونيا على أساس التخطيط الاقتصادي اللامركزي وإدارة العمال الذاتية. استمر هذا النموذج الاقتصادي في حيز التطبيق إلى أن تم قمع الثورة الأناركية نهائياً.
يوغوسلافيا: توجه نظام تيتو الشيوعي في يوغسلافيا بعد تأميم الاقتصاد إلى توسيع الحقوق الديمقراطية للعمال في المؤسسات المؤممة لتشمل حق انتخاب المدراء وتوزيع الأرباح.
أمريكا الجنوبية:
في أكتوبر 2005 في كراكاس بفنزويلا عقد «مؤتمر أمريكا اللاتينية للشركات المستعادة». حضر المؤتمر ممثلين ل 263 شركة من أنحاء أمريكا الجنوبية. وأعلن كافة الحاضرون في نهاية المؤتر التزامهم بهذا النموذج.
في التسعينات في أقليم نيوكان جنوب الأرجنتين وبعد موجة من الخصخصة طالت الشركات المملوكة من قبل للدولة في الأرجنتين، بدأت حركة عمالية أعلنت السيطرة على المصانع وإدراتها بصورة جماعية. بدأت الظاهرة في مصنع واحد ومن ثم انتقلت بعدها لباقي المصانع. وفي عام 2005 أصبحت أغلب المصانع في الأقليم تحت إدارة العمال الذاتية.
في 2001 وأثناء الأزمة الاقتصادية في الأرجنتين (1999-2002) تحولت حوالي 200 شركة مفلسة لسيطرة العمال الاصليين فيها وأعلنت كتعاونيات. من أهم التجارب مصنع بروكمان للغزل والنسيج ومصنع زانون للسيراميك (أصبح يعرف باسم فاسينبات بعد إدارة العمال له) وفندق باون. في 2005 كان ما يقرب من 15,000 عامل يديرون أماكن عملهم في الأرجنتين. في كثير من الشركات المدارة عبر العمال في الأرجنتين أختار العمال بصورة جماعية توحيد الأجر. وتتخذ سياسات الشركة بصورة ديموقراطية مباشرة عبر تجمع يضم جميع العاملين.